# August Siegrist
August Siegrist (* 20. Mai 1865 in Basel; † 13. Dezember 1947) war ein Schweizer Ophthalmologe. Er ist Bruder des Arztes Albert Siegrist.
Nach Studien in Basel, Zürich, Bern, Lausanne und Wien erwarb er 1892 in Wien den medizinischen Doktortitel. Er erwarb dann weitere Kenntnisse in der Chirurgischen Klinik Bern bei Emil Theodor Kocher (1841–1917), an der Augenklinik Lausanne bei Marc Dufour (1843–1910), in Bern bei Ernst Pflüger (1846–1903) sowie in Wien bei Ernst Fuchs (1851–1930).
Schließlich habilitierte er 1900 in Basel in Ophthalmologie. 1903 bis 1935 war er ordentlicher Professor und Direktor der Universitätsaugenklinik Bern, an deren Gründung er bedeutenden Anteil hatte.
Siegrist ist besonders als Pionier bei der Entwicklung der Kontaktlinse bekannt. Ihm wird der erste Gebrauch von Kontaktlinsen zugeschrieben, die 1916 von den Gebrüdern Müller aus Wiesbaden damals noch aus Glas geblasen wurden. Vier Jahre später beteiligte er sich an der Entwicklung der ersten geschliffenen Kontaktlinsen von Zeiss.
Nach ihm wurden die Siegrist-Flecken und Siegrist-Streifen sowie das Siegrist-Hutchinson-Syndrom benannt.
Der bekannte Ophthalmologe Hans Goldmann war ab 1924 Assistent von Siegrist.

## Werke
- Beiträge zur Kenntnis von Wesen und Sitz der Hemicrania Ophthalmica 1894 (Dissertation)
- Festschrift zur Eröffnung der neuen Universitätsaugenklinik in Bern 1910
- Refraktion und Akkommodation des menschlichen Auges: Mit Berücksichtigung der Lehre von den Brillen..., Berlin 1925.
- Der graue Altersstar, seine Ursachen und seine nichtoperative Behandlung. Berlin & Wien, Urban & Schwarzenberg, 1928
- Die skrofulöse Augenentzündung. Berlin und Wien 1931.